# Was soll das bedeuten
Was soll das bedeuten ist ein traditionelles Weihnachtslied, das vermutlich Teil eines volkstümlichen Hirtenspiels war. Frühe Flugblattdrucke des Textes sind vor allem aus Österreich in mundartlicher Fassung überliefert und gehen bis ins Jahr 1656 (bei Daniel Paur, Innsbruck) zurück. Die heute verbreitete hochdeutsche Textfassung und Melodie sind überliefert in dem Werk Schlesische Volkslieder von Hoffmann von Fallersleben und Ernst Richter (Leipzig 1842) mit der Herkunftsangabe „aus der Gegend von Oppeln und aus der Grafsch[aft] Glatz“. „Sein tänzerischer Schritt-Takt lässt auf Reigenspiele vor oder in einer Kirche schließen.“

## Melodie und Text
1. Was soll das bedeuten? Es taget ja schon.

Ich weiß wohl, es geht erst um Mitternacht rum.

Schaut nur daher, schaut nur daher,

wie glänzen die Sternlein je länger, je mehr.

2. Treibt zusammen, treibt zusammen die Schäflein fürbass.

Treibt zusammen, treibt zusammen, dort zeig ich euch was.

Dort in dem Stall, dort in dem Stall

werdet Wunderding sehen, treibt zusammen einmal.

3. Ich hab nur ein wenig von weitem geguckt,

da hat mir mein Herz schon vor Freuden gehupft:

Ein schönes Kind, ein schönes Kind

liegt dort in der Krippe bei Esel und Rind.

4. Ein herziger Vater, der steht auch dabei,

eine wunderschöne Jungfrau kniet auch auf dem Heu,

Um und um singt's, um und um klingt's,

man sieht ja kein Lichtlein, so um und um brinnt's.

5. Das Kindlein, das zittert vor Kälte und Frost.

Ich dacht mir: wer hat es denn also verstoßt,

dass man auch heut, dass man auch heut

ihm sonst keine andere Herberg anbeut?

6. So gehet und nehmet ein Lämmlein vom Gras

und bringet dem schönen Christkindlein etwas.

Geht nur fein sacht, geht nur fein sacht,

auf dass ihr dem Kindlein kein Unruh nicht macht!

## Videos
- Weihnachtskonzert 2007 der Singgemeinschaft Canora Hasserode aus Wernigerode auf YouTube
- Instrumentalversion auf YouTube, nach einem Arrangement von Oliver Gies
- Melodie auf YouTube, Gitarrenbegleitung (PDF; 73 kB)